# Tokchon
Tokchon (koreanska: 덕천시, Tŏkch'ŏn-si) är en stad i Nordkorea.   Den ligger i provinsen Södra P'yŏngan, i den centrala delen av landet, 90 km nordost om huvudstaden Pyongyang. Antalet invånare är 237 133.